# Zbory Boże Brazylii

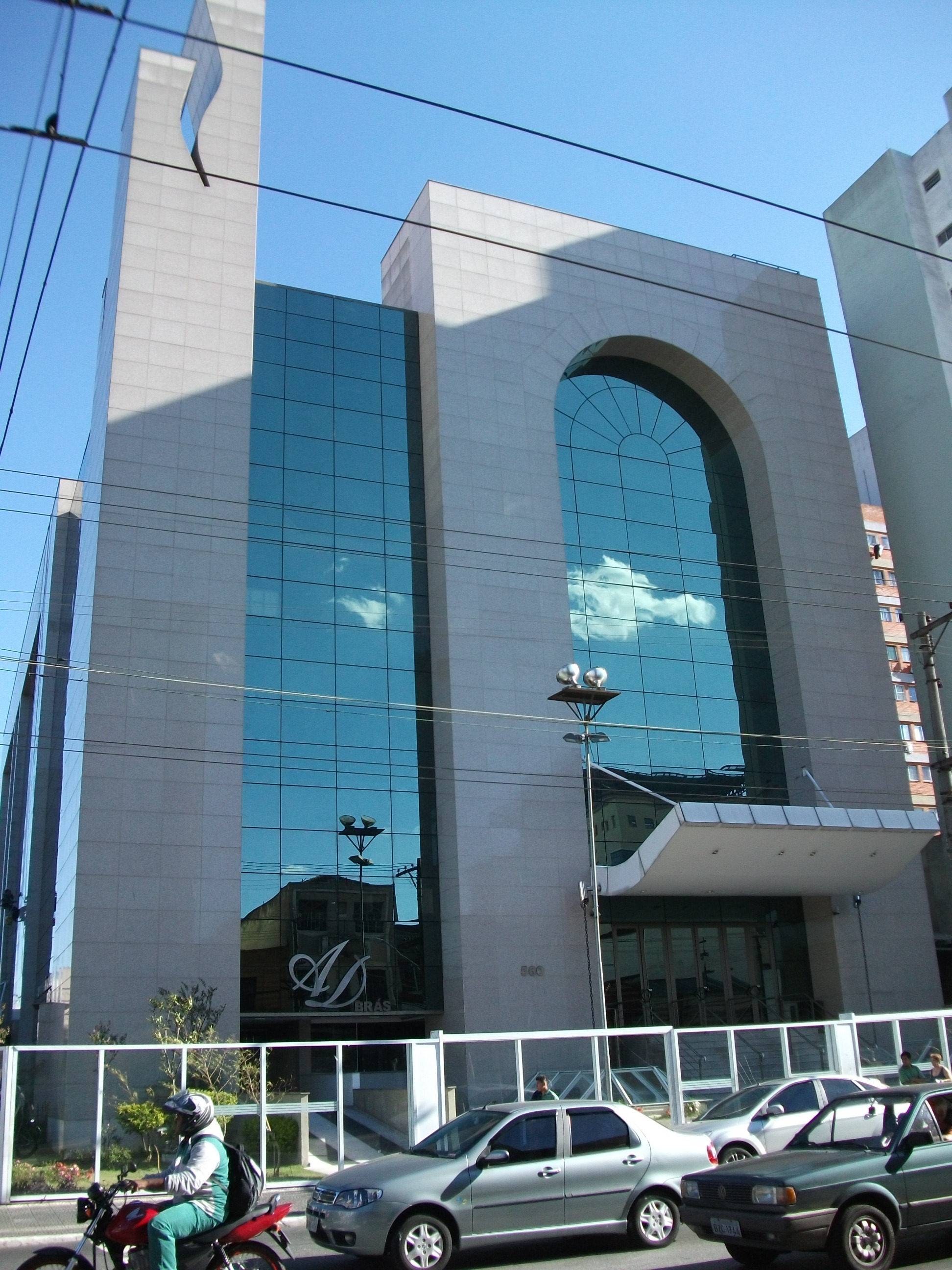
Zbór w São Paulo.

Zbory Boże w Brazylii (port. Assembleia de Deus) – chrześcijański wolny kościół protestancki o charakterze ewangelikalnym nurtu zielonoświątkowego działający w Brazylii, wchodzący w skład Światowej Wspólnoty Zborów Bożych. Zbory Boże w Brazylii liczą 12,3 mln wiernych zrzeszonych w 85 tys. zborach i są najszybciej się rozwijającym kościołem w Brazylii.
Kościół został zapoczątkowany w 1911 roku przez dwóch szwedzkich misjonarzy zielonoświątkowych, byłych baptystów Daniela Berg'a i Gunnara Vingren'a. W 1918 roku przyjął obecną nazwę Zbory Boże w Brazylii. 
Początkowo Zbory Boże w Brazylii były ściśle związane ze skandynawskim ruchem zielonoświątkowym, kierowanym przez Lewi Pethrusa, który finansował i wysłał misjonarzy, aby wspomóc Berga i Vingrena.
Od 1988 roku Generalnym Inspektorem Zborów Bożych Brazylii jest pastor José Wellington Bezerra da Costa.